# Christian Friedrich Arnold
Christian Friedrich Arnold (* 12. Februar 1823 in Drebach, Erzgebirge; † 13. Juni 1890 in Dresden) war ein deutscher Architekt und Akademieprofessor.

## Leben

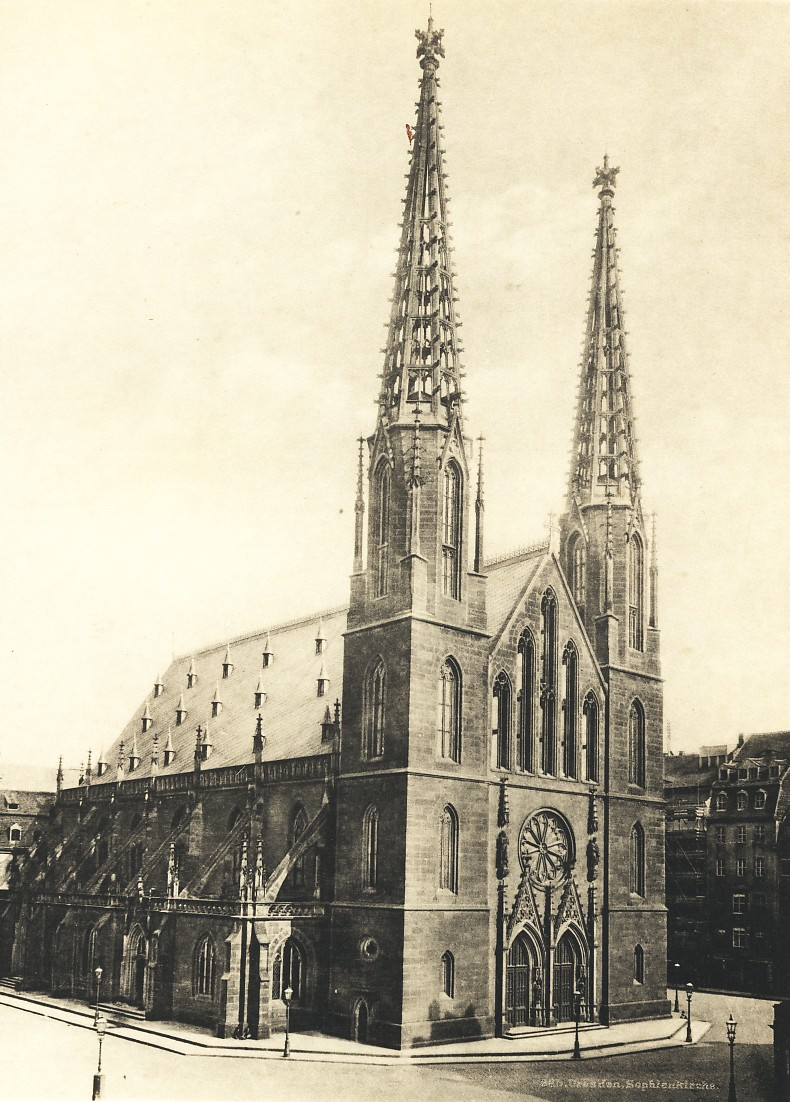
Dresdner Sophienkirche nach dem Umbau durch Arnold

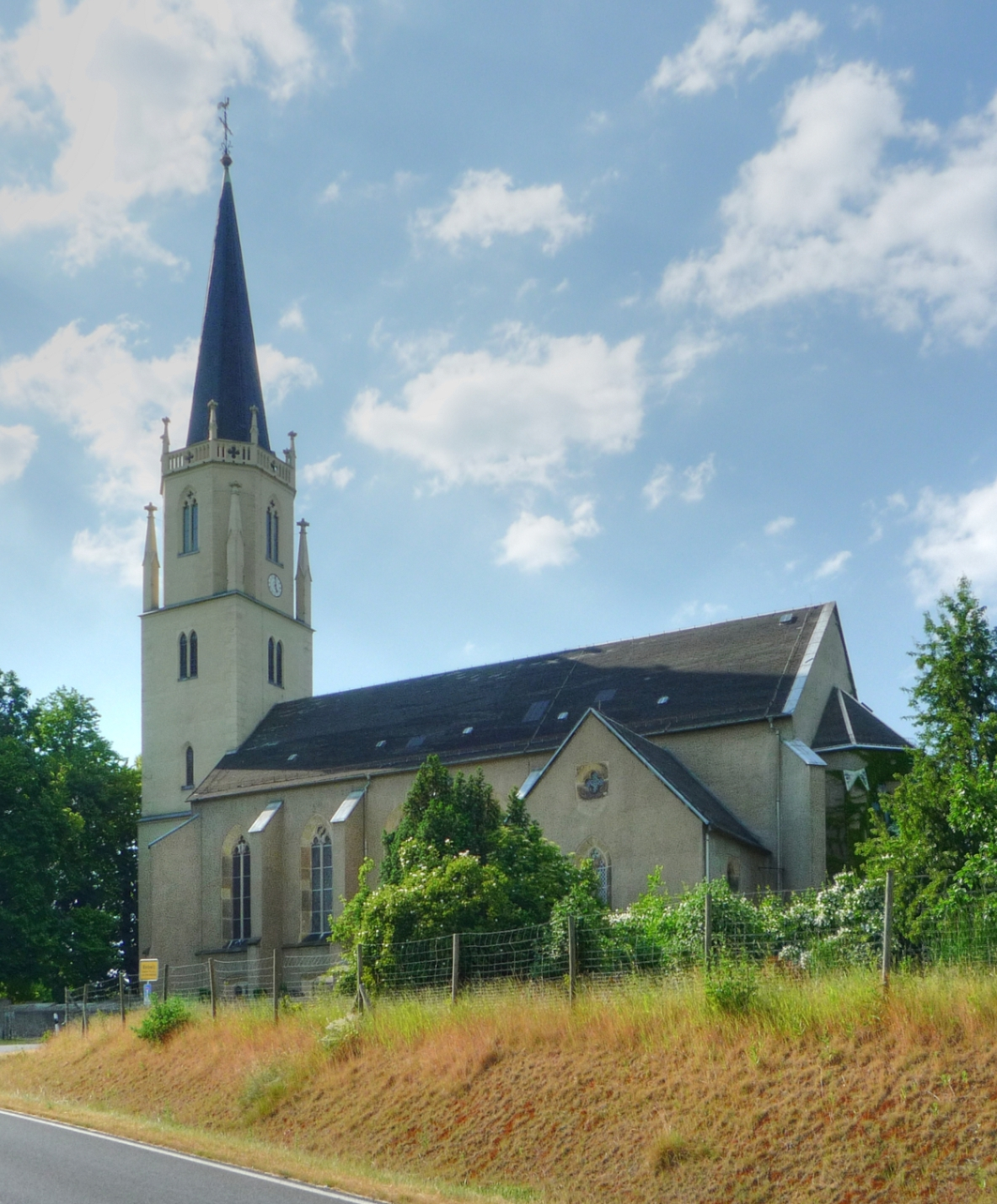
St.-Urban-Kirche Wantewitz

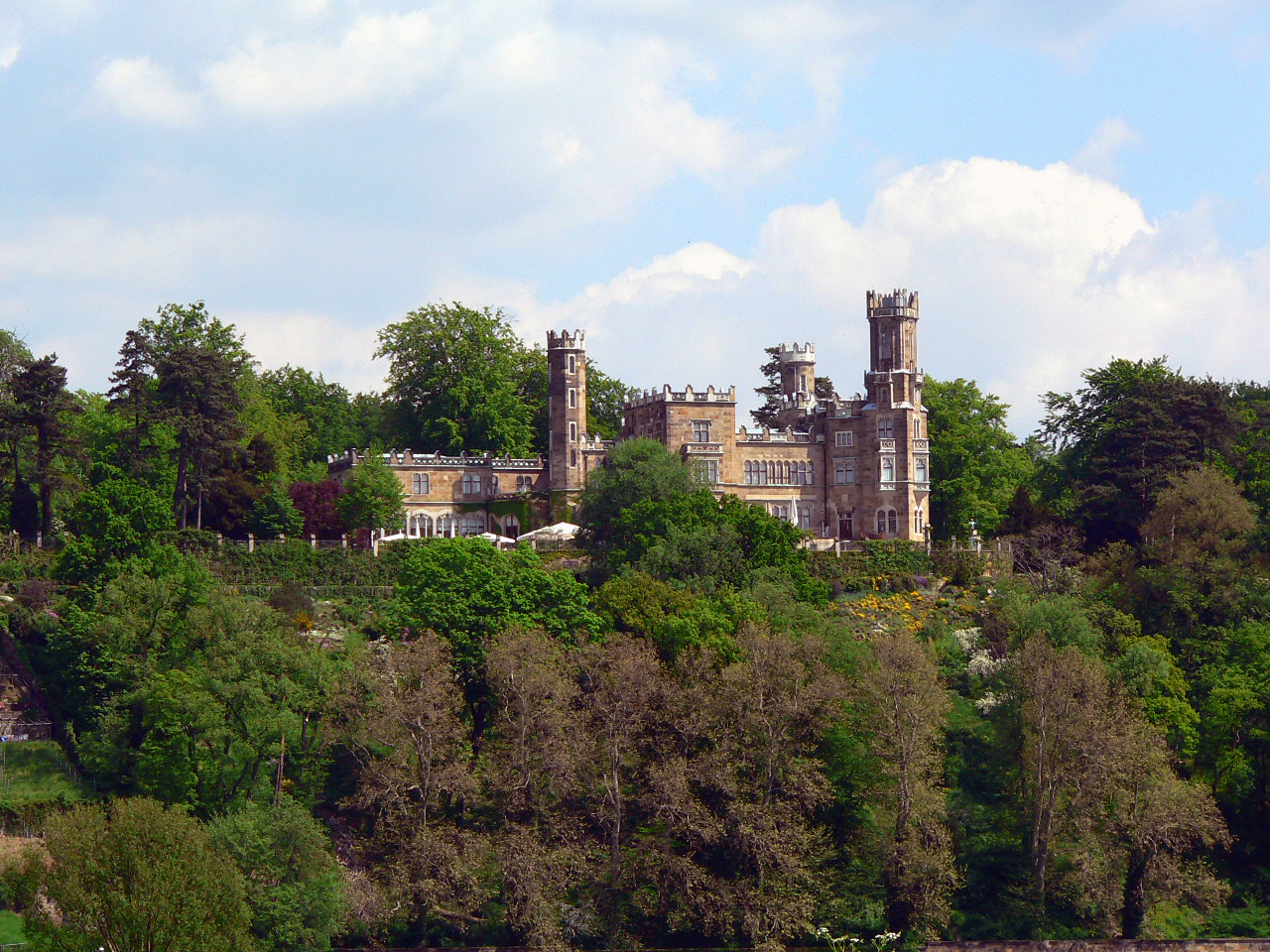
Schloss Eckberg

Arnold studierte an der Königlichen Gewerbschule Chemnitz und der Dresdner Akademie unter Gottfried Semper und Gustav Heine (1802–1880). Mehrere Jahre arbeitete er als Gehilfe Sempers, der ihn unter anderem als Bauführer für das von 1845 bis 1848 errichtete Oppenheim’sche Stadtpalais heranzog. Arnold schloss sein Studium 1849 mit dem Großen akademischen Staatspreis ab, der mit einem Reisestipendium verbunden war. Es folgten von 1850 bis 1852 Bildungsreisen nach Italien, Frankreich und Belgien. Von 1856 bis 1857 erschien sein Werk Der herzogliche Palast von Urbino, gemessen, gezeichnet und herausgegeben von Friedrich A., der ihn „sehr vorteilhaft bekannt machte“.
Nach seiner Rückkehr war Arnold an der Dresdner Akademie zunächst als 3. Lehrer für Baukunst und Bauwissenschaft und von 1861 bis 1885 als Professor für Perspektive und Ornamentik tätig. Zu seinen Schülern zählte Hermann Viehweger.
Im Jahr 1859 wurde in Dresden nach seinen Plänen die Villa Souchay erbaut, das heutige Schloss Eckberg.
Arnold galt schon bald als „Urheber mehrerer sehr lobenswerter Entwürfe zu Kirchen und anderen Bauten im gotischen Stile“, sodass er 1860 Ausschussmitglied des Vereins für kirchliche Kunst in Sachsen wurde. Etwa 15 Dorfkirchen in Sachsen stammen von ihm. Im Jahr 1864 wurde ihm der Auftrag für den Umbau der Dresdner Sophienkirche übertragen, der einzigen gotischen Kirche der Stadt.
Noch vor der Fertigstellung der Friedenskirche in Dresden-Löbtau verstarb Arnold in Dresden. Er wurde auf dem Trinitatisfriedhof beigesetzt, sein Grab ist nicht erhalten.

## Bauten
- 1859–1861: Schloss Eckberg in Dresden
- 1859–1865: Restaurierung des Meißner Domes
- 1860: Villa Emmaus, Tolkewitzer Straße 71–73, in Dresden
- 1861–1863: Dorfkirche in Staucha bei Stauchitz
- 1862–1864: Dorfkirche in Priestewitz
- 1863–1865: Dorfkirche Eppendorf[3]
- 1864–1866: Dorfkirche in Voigtsdorf
- 1864 (Weihe): Aegidiuskirche in Lengenfeld
- 1864 (Weihe): St.-Urban-Kirche in Wantewitz
- 1864–1865: Kreuzschule am Georgplatz in Dresden
- 1864–1869: Umbau der Dresdner Sophienkirche im neogotischen Stil
- 1865–1869: Kirche „Zum Heiligen Kreuz“ in Falkenstein/Vogtl.[4]
- 1875–1877 Emmauskirche in Freital-Potschappel
- 1880–1881: Sendig’sche Villa Quisisana in Bad Schandau
- 1880: Pestdenkmal Reifland[5]
- 1882: Innengestaltung der Matthäuskirche in Dresden-Friedrichstadt (1945 ausgebrannt)[6]
- 1883: Portikus im Sendigpark Bad Schandau
- 1883: Kirche Stadt Wehlen
- 1883–1884: Restaurierung der Frauenkirche in Meißen
- 1886: Umbau der St.-Barbara-Kirche in Eschdorf
- 1887: Innengestaltung der Dorfkirche in Ottendorf bei Lichtenau
- 1887–1893: Innengestaltung der Dorfkirche Cunewalde[7]
- 1889–1891: Friedenskirche in Dresden-Löbtau, Fertigstellung postum
- 1890–1891: Kirche in Hermsdorf/Erzgeb.
- St.-Matthäus-Kirche in Chemnitz-Altendorf
- Kirche in Pfaffroda bei Schönberg
- Kirche in Georgenthal